# Lutomiersk (gemeente)
De gemeente Lutomiersk is een landgemeente in het Poolse woiwodschap Łódź, in powiat Pabianicki.
De zetel van de gemeente is in Lutomiersk.
Op 30 juni 2004 telde de gemeente 7015 inwoners.

## Oppervlakte gegevens
In 2002 bedroeg de totale oppervlakte van gemeente Lutomiersk 133,87 km², waarvan:
- agrarisch gebied: 71%
- bossen: 22%

De gemeente beslaat 27,28% van de totale oppervlakte van de powiat.

## Demografie
Stand op 30 juni 2004:
| Omschrijving                   | Totaal | Totaal | Vrouwen | Vrouwen | Mannen | Mannen |
| ------------------------------ | ------ | ------ | ------- | ------- | ------ | ------ |
| eenheid                        | aantal | %      | aantal  | %       | aantal | %      |
| inwoners                       | 7015   | 100    | 3534    | 50,4    | 3481   | 49,6   |
| bevolkingsdichtheid (inw./km²) | 52,4   | 52,4   | 26,4    | 26,4    | 26     | 26     |

In 2002 bedroeg het gemiddelde inkomen per inwoner 1275,01 zł.

## Aangrenzende gemeenten
Aleksandrów Łódzki, Dalików, Konstantynów Łódzki, Pabianice, Poddębice, Wodzierady, Łask
- Library of Congress Control Number: n98066050
- Virtual International Authority File: 136222409